# Texarkana (Arkansas)
Texarkana è una località degli Stati Uniti d'America, capoluogo della contea di Miller, nello Stato dell'Arkansas, gemellata con la vicina città omonima del Texas. Al 1º luglio 2019, la città aveva 29 657 abitanti.